# Одетта (фільм, 1916)
«Одетта» або «Одетт» (італ. Odette) — німий чорно-білий італійський фільм-мелодрама 1916 року режисера Джузеппе де Лігуоро за мотивами однойменної п'єси Віктор'єна Сарду. У ролі головної героїні, Одетти, знялася Франческа Бертіні.
У 1928 та 1934 були зняті римейки фільму, в яких головну роль теж виконала Франческа Бертіні.

## У ролях
- Франческа Бертіні — Одетта
- Альфредо Де Антоні — Андре Латур, її чоловік
- Карло Бенетті
- Гвідо Бріньоне
- Камілло Де Рісо
- Сандро Руффіні